# Nguyễn Tường Lân (chính khách)
Nguyễn Tường Lân (sinh năm 1921) là nhà cách mạng và chính khách Việt Nam, ủy viên dự khuyết ban chấp hành Trung Ương Đảng khóa IV, Thứ trưởng Bộ Giao thông Vận tải.
Ông sinh năm 1921, quê ở xã Động Trung, huyện Kiến Xương, tỉnh Thái Bình.
Trước Cách mạng Tháng 8/1945 ông từng là ký giả. Năm 1940 học xong Tú tài phần I ở Hà Nội, ông ở nhà dạy học, chuyên dạy tiếng Pháp cho con em một số gia đình Hoa kiều, Ấn kiều ở Hà Nội. Sau đó, nhờ có ông chú ruột quen với ông Mai Văn Hàm, chủ bút báo Tin Mới giới thiệu, ông trở thành ký giả của tờ báo này, rồi xin lên Cao Bằng vừa làm báo vừa dạy học.

## Quá trình hoạt động cách mạng
Năm 1942, ông theo lời khuyên của người chú họ là Nguyễn Danh Đới, Xứ ủy viên Bắc Kỳ của Đảng, về quê dạy chữ cho trẻ em trong họ, trong làng và bắt đầu tham gia các hoạt động. 
Ông vào Đoàn Thanh niên cứu quốc từ năm 1944 và khi Cách mạng Tháng 8/1945 nổ ra, ông tham gia lãnh đạo cướp chính quyền ngay tại quê hương.
Năm 1946, mới 25 tuổi ông đã được cử giữ chức Phó Chủ tịch Ủy ban Kháng chiến Hành chính huyện Kiến Xương.
Năm 1947, ông được cử sang Nam Định, giữ chức Chủ tịch Ủy ban Kháng chiến Hành chính huyện Hải Hậu và một năm sau được điều động lên chiến khu Việt Bắc, bắt đầu thời kỳ gắn bó cả cuộc đời với ngành GTVT cho tới ngày về hưu.

## Công tác trong ngành giao thông vận tải
Từ Chủ tịch huyện, lên chiến khu Việt Bắc ông được cử đi học tại Học viện Giao thông Đường Sơn, Trung Quốc. Sau đó ông có 40 năm liên tục là "lính chiến" trong ngành GTVT, đảm nhận nhiều cương vị lãnh đạo khác nhau trên nhiều lĩnh vực công tác, từ giao thông đến vận tải, từ đường sắt đến đường biển, từ hậu phương ra tiền tuyến, từ Bắc vào Nam.
Đầu năm 1954 về nước, là kỹ sư tập sự nhưng ông đã được giao phụ trách kỹ thuật xây dựng cầu Khánh Khê, chiếc cầu quan trọng trên con đường 1B mới mở để kéo pháo từ Trung Quốc về Việt Nam tham gia chiến dịch Điện Biên Phủ.
Sau khi hòa bình lập lại trên miền Bắc, ông được điều về công tác tại Tổng cục Đường sắt rồi được cử làm Đội trưởng Đội cầu Phủ Lạng Thương, khôi phục chiếc cầu bị phá hủy nặng nhất trên tuyến đường sắt Hà Nội - Mục Nam Quan (Lạng Sơn). Ông là một trong những Đội trưởng đầu tiên của đội ngũ công nhân làm cầu đường sắt ở Việt Nam, có mặt trên các công trình xây dựng cầu đường sắt Phủ Lý (Hà Nam), Ninh Bình, Đò Lèn (Thanh Hóa), Làng Giàng (Lào Cai).
Năm 1958 ông được bổ nhiệm làm Viện trưởng đầu tiên của Viện Thiết Kế Đường sắt.
Năm 1963, ông được cử giữ chức Thứ trưởng Bộ GTVT, giúp việc Bộ trưởng Phan Trọng Tuệ, phụ trách lĩnh vực khoa học kỹ thuật và xây dựng công trình của Bộ. Khi cuộc chiến tranh phá hoại bằng máy bay và tàu chiến của Mỹ nổ ra trên miền Bắc, từ năm 1965 ông liên tục có mặt tại tuyến lửa Khu IV,tham gia chỉ huy công tác bảo đảm giao thông vận tải trên các tuyến đường huyết mạch chi viện cho chiến trường miền Nam.
Ông đã từng được biệt phái sang làm Phó Tư lệnh Bộ Tư lệnh Đoàn 559 dưới quyền Tư lệnh Phan Trọng Tuệ, trực tiếp chỉ huy việc mở đường 20 từ Tây Quảng Bình vào A Sầu, A Lưới, Tây Thừa Thiên, đảm bảo giao thông vận tải chi viện chiến trường cả trong mùa mưa.
Khi khởi công xây dựng Cầu Thăng Long, ông được điều về làm Giám đốc Xí nghiệp công trình xây dựng chiếc cầu lớn nhất Hà Nội vào thời kỳ đó (1973 - 1974).
Năm 1972, khi chuẩn bị mở chiến dịch Quảng Trị, ông lại được điều động trở lại Khu IV, làm Phó Tư lệnh Bộ chỉ huy chi viện tiền tuyến, trực tiếp chỉ huy việc bảo đảm giao thông vận tải phục vụ bộ đội đưa pháo 130 ly cùng khí tài và đạn dược vào Vĩnh Linh để bắn phá các cứ điểm Cồn Tiên, Dốc Miếu của quân đội Sài Gòn.
Năm 1975, sau chiến dịch Hồ Chí Minh thắng lợi, ông Nguyễn Tường Lân được cử vào miền Nam, trực tiếp làm Tổng cục trưởng Giao thông Vận tải của Chính phủ Cách mạng lâm thời Cộng hòa miền Nam Việt Nam, lãnh đạo công việc tiếp quản, khôi phục và quản lý các hoạt động của ngành GTVT phía Nam.
Năm 1976 ông được cử làm Tổng cục phó Tổng cục Đường sắt kiêm Phó ban Chỉ đạo khôi phục tuyến đường sắt Thống nhất, trực tiếp chỉ huy việc khôi phục tuyến đường sắt từ TP Hồ Chí Minh ra Đà Nẵng.
Tại Đại hội Đảng toàn quốc lần thứ IV, ông được bầu làm Ủy viên dự khuyết Trung ương Đảng, Thứ trưởng Thường trực Bộ GTVT, sau đó là Thứ trưởng kiêm Tổng cục trưởng Tổng cục Đường biển, bắt tay xây dựng ngành Vận tải biển thành một ngành kinh tế quan trọng của cả nước, trực thuộc Chính phủ.
Năm 1980, cảng Hải Phòng được quân sự hóa, mọi công việc chỉ huy, bốc xếp hàng hóa tại cảng đều giao quân đội đảm nhận. Sau một thời gian, nhận thấy mô hình này hoạt động không hiệu quả, cảng Hải Phòng trở lại mô hình hoạt động của một thương cảng. Ông Nguyễn Tường Lân lại được cử về kiêm chức Bí thư Đảng ủy, Giám đốc Cảng Hải Phòng, trực tiếp lãnh đạo việc khôi phục hoạt động của cảng đúng với nghĩa là một thương cảng.
Năm 1981, ông lại nhận nhiệm vụ mới, làm Trưởng đoàn chuyên gia Giao thông - Bưu điện của Việt Nam sang giúp nước bạn Campuchia. Sau gần ba năm ở Campuchia, trở về nước ông tiếp tục đảm nhận công việc của một Thứ trưởng Bộ GTVT, phụ trách phía Nam cho tới năm 1989 thì nghỉ hưu.

## Nghỉ hưu
Nặng lòng với quê hương, năm 1995, tuy đã 74 tuổi, ông bà bán nhà ở TP Hồ Chí Minh về quê sinh sống. Ông bà xin thuê đất còn hoang hóa ven con sông đào Kiên Giang để làm trang trại, với mong muốn xây dựng mô hình làm giàu cho quê hương và tạo công ăn việc làm tại chỗ cho bà con nông dân. Tiền bán nhà và tiền dành dụm, tích góp mấy chục năm, khi về quê, một phần ông bà bỏ ra đóng góp cùng địa phương làm đường, làm chợ, giúp đỡ bà con nghèo, phần lớn hơn đầu tư vào làm trang trại và mua máy cày về để góp phần "công nghiệp hóa nông thôn" ngay tại quê nhà. 